# Boana pombali
Boana pombali é uma espécie de anfíbio da família Hylidae. Endêmica do Brasil, onde pode ser encontrada nos estados do Espírito Santo, Minas Gerais, Bahia e Sergipe.